# Ventes-Saint-Rémy
Ventes-Saint-Rémy è un comune francese di 236 abitanti situato nel dipartimento della Senna Marittima nella regione della Normandia.

## Società

### Evoluzione demografica
Abitanti censiti